# Lermooser Tunnel
De Lermooser Tunnel is een 3168 meter lange tunnel op de Fernpassstraße (B179) in de Oostenrijkse deelstaat Tirol gelegen tussen het Duitse Füssen en het Oostenrijkse Nassereith. De tunnel ligt ten westen van het dorp Lermoos, waarnaar de tunnel is vernoemd, en loopt door de Grubigstein en onder het Lermooser Wald door.
De tunnel werd gebouwd tussen 1981 en 1984 en werd in gebruik genomen in 1984. Hij zorgde voor een ontlasting van het verkeer door Lermoos en Biberwier. In de herfst van 2003 was de tunnel gedurende elf weken voor alle verkeer gesloten om de tunnel aan de steeds verdergaande veiligheidseisen aan te passen.
De tunnel bestaat uit één buis en vervoerde in 2004 ongeveer 8790 voertuigen per dag, waarvan 11% bestond uit vrachtverkeer. De maximumsnelheid in de tunnel bedraagt 80 kilometer per uur. Tevens geldt er een inhaalverbod.
De tunnel kreeg in 2004 van de Oostenrijkse wegenwacht ÖAMTC de status voldoende toegekend, met name vanwege de afwezigheid van een tweede tunnelbuis.